# Agullent
Agullent – gmina w Hiszpanii, w prowincji Walencja, we wspólnocie autonomicznej Walencja, o powierzchni 16,24 km². W 2011 roku liczyła 2465 mieszkańców.